# Markiezaat
Markiezaat este o arie protejată (arie de protecție specială avifaunistică — SPA) din Țările de Jos întinsă pe o suprafață de 1.832 ha, integral pe uscat.

## Localizare
Centrul sitului Markiezaat este situat la coordonatele 51°27′39″N 4°15′37″E / 51.4607°N 4.2602°E.

## Înființare
Situl Markiezaat a fost declarat arie de protecție specială avifaunistică în noiembrie 1989 pentru a proteja 22 de specii de animale.

## Biodiversitate
Situată în ecoregiunea atlantică, aria protejată nu include niciun habitat protejat.
La baza desemnării sitului se află mai multe specii protejate de  păsări (22): rață sulițar (Anas acuta), rață lingurar (Anas clypeata), rață pitică (Anas crecca), rață fluierătoare (Anas penelope), rață pestriță (Anas strepera), gâscă cenușie (Anser anser), Branta leucopsis, fugaci de țărm (Calidris alpina), Calidris canutus, prundăraș de sărătură (Charadrius alexandrinus), prundaș gulerat mare (Charadrius hiaticula), Cygnus columbianus bewickii, lișiță (Fulica atra), cormoran mare (Phalacrocorax carbo), lopătar (Platalea leucorodia), ploier argintiu (Pluvialis squatarola), corcodel mare (Podiceps cristatus), corcodel-cu-gât-negru (Podiceps nigricollis), ciocântors (Recurvirostra avosetta), corcodel mic (Tachybaptus ruficollis), călifar alb (Tadorna tadorna), fluierar negru (Tringa erythropus).